# Kostel Nanebevzetí Panny Marie (Kozlov)
Kostel Nanebevzetí Panny Marie v Kozlově na Karlovarsku je nejstarší stavební památkou v širokém okolí – první zmínky o něm pocházejí z roku 1365. Historicky cenný kostel, která v sobě kombinuje prvky baroka i gotiky, však postupně výrazně zchátral.
K záchraně stavby, kterou vlastní město Bochov a která je od roku 1964 památkově chráněna, bylo roku 2004 založeno občanského sdružení Kostel Kozlov. Od roku 2007 byla postupně opravena střecha i báň věže.

## Historie
Kostel pochází ze 14. století. V roce 1462 zde působil kněz z řádu křižovníků s červenou hvězdou. Později se však kostel stal evangelickým. Během rekatolizace byl do Kozlova v roce 1624 dosazen premonstrátským klášterem v Teplé opět katolický kněz.
V roce 1708 prošel kostel rozsáhlou barokní úpravou, byl rozšířen, byla k němu přistavěna hranolová, od druhého patra osmiboká věž a na severní straně křestní kaple. Letopočet 1708 je uveden nad portálem na jižní straně. Gotické jádro kostela však zůstalo zachováno. Kostel dostal nový hlavní vstup s kamenným barokním ostěním a portálem, původní gotický vchod se ocitl uvnitř budovy.
Po druhé světové válce a odsunu Němců začal kostel chátrat. Poslední bohoslužba se zde sloužila v polovině sedmdesátých let 20. století.

## Popis

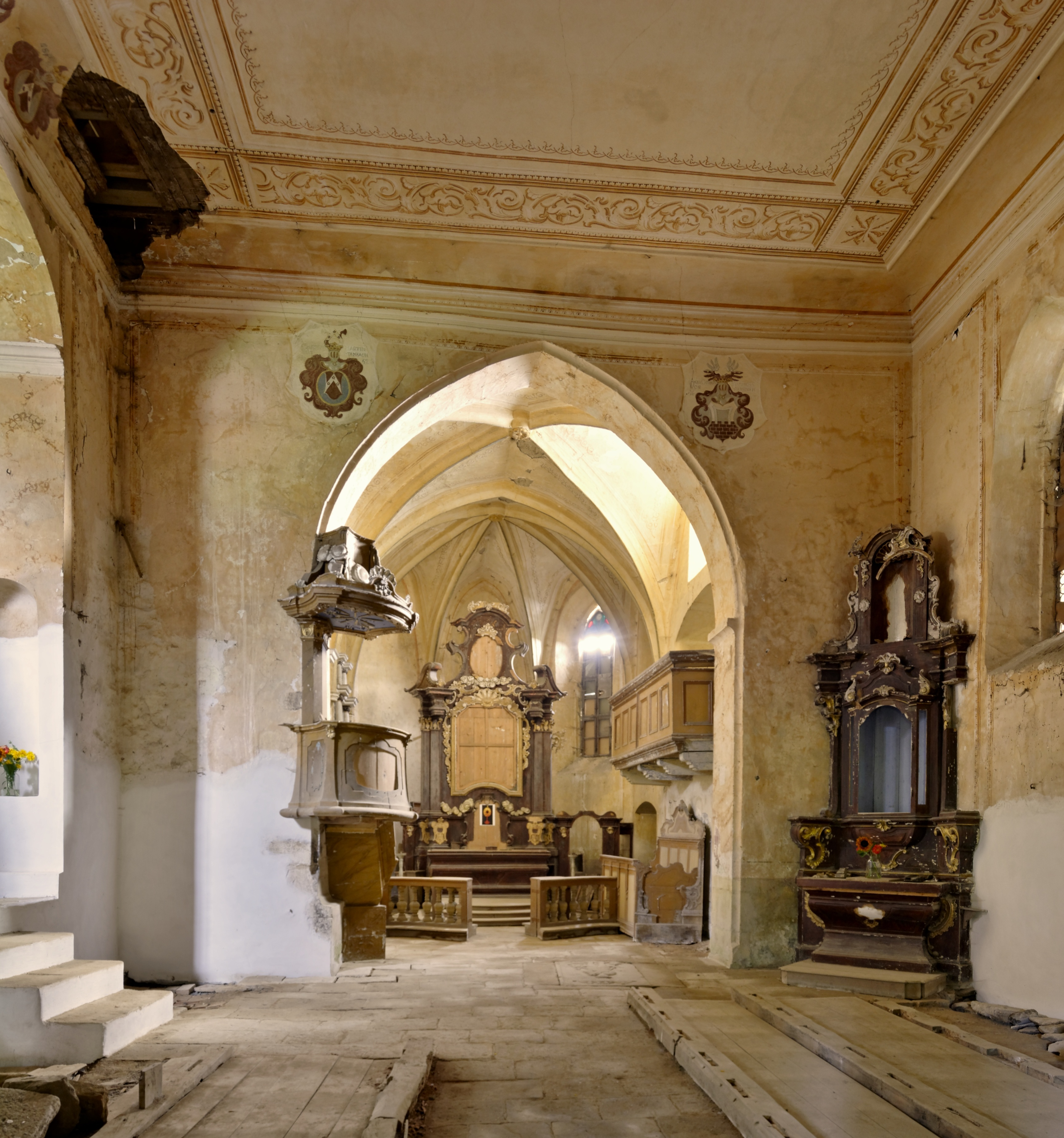
Interiér kostela

Kostel má gotický, pětiboce zakončený presbytář, sklenutý jedním polem křížové žebrové klenby a pětidílnou žebrovou klenbou závěru, na jehlancových konzolách a s plastickými růžicovými svorníky. Gotická část nebyla zasažena pozdějšími přestavbami. Gotický je také původní vchod do hlavní lodi, s hrotitým profilovaným portálem. K jižní stěně lodi přiléhá barokní hranolová věž, v přízemní předsíni se nachází pamětní desky padlým v první světové válce od Antonína Holeyho z Drahovic z roku 1933, k severní stěně lodi přiléhá obdélná křestní kaple svatého Kříže, otevřená do lodi. K severní stěně presbytáře přiléhá pozdně gotická sakristie, k jižní barokní dřevěné kryté schodiště na panskou oratoř.

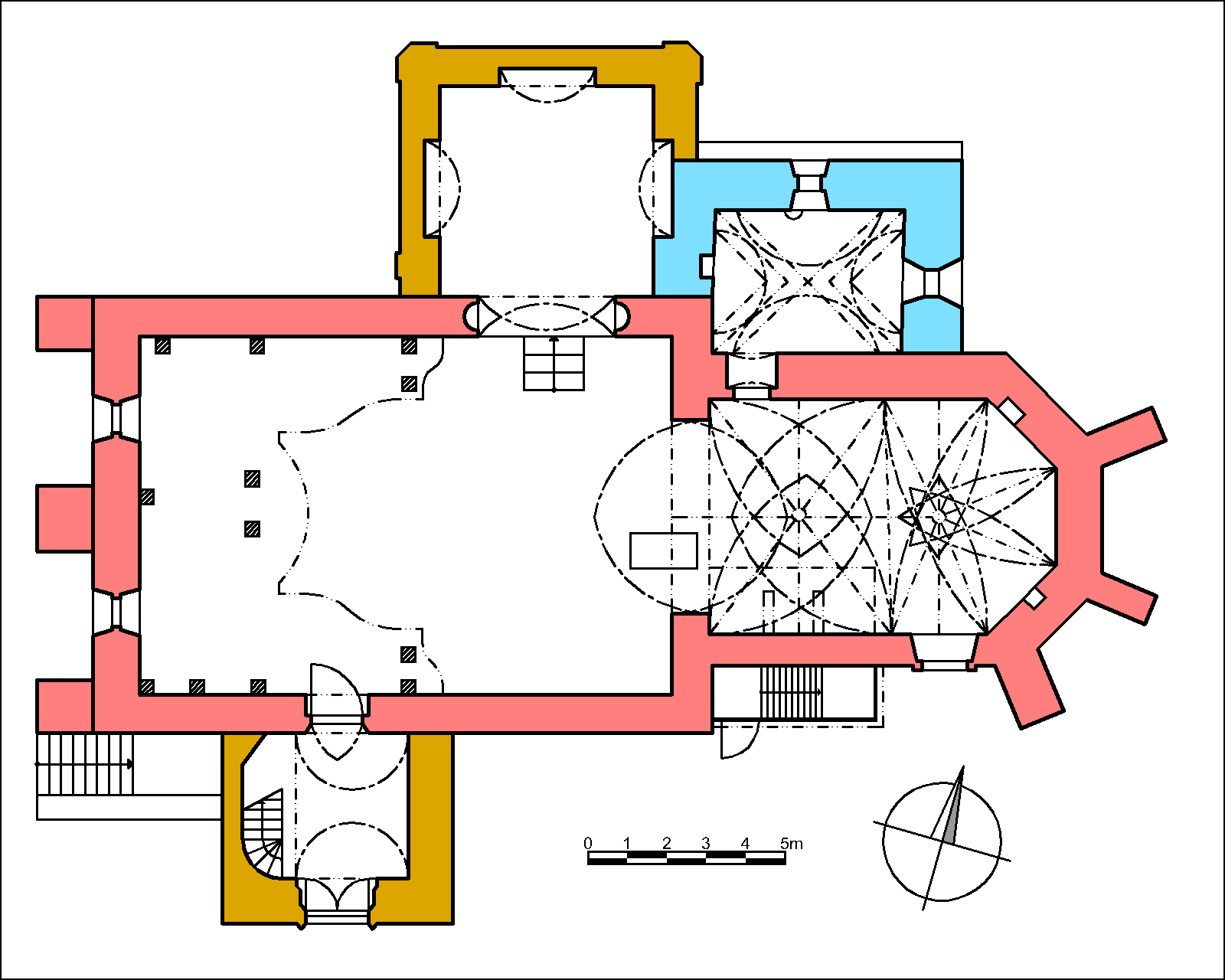
Půdorys v úrovni přízemí, stav 2008. Legenda: červená – gotické zdivo; modrá – pozdně gotické zdivo; hnědá – barokní zdivo.

Vnitřní vybavení bylo rokokové, dnes silně poškozené a rozkradené. Torzo hlavního portálového, sloupového oltáře (s obrazem Nanebevzetí Panny Marie, v nástavci obraz Nejsvětější Trojice, sochy svatého Floriána a svatého Jiří). Torza bočních oltářů, panelových s rokokovou ornamentikou, se zasklenými skříňkami, v nástavcích s mušlovitými výklenky. Boční oltář svaté Anny (se zlidovělou sochou svaté Anny Samotřetí ze 17. století, na konzolách sochy svatého Josefa a svatého Jáchyma, ve výklenku nástavce socha svatého Pavla). Boční oltář Panny Marie (s dřevěnou gotickou sochou Madony z poloviny 15. století, sochy svatého Vojtěcha a Prokopa, v nástavci svatého Václava). Zajímavostí interiéru je cenná dvoupatrová barokní kruchta. V kapli svatého Kříže býval zavěšen obraz Ukřižování z první poloviny 18. století, připisovaný malíři Petru Brandlovi. V presbytáři se nacházejí dva renesanční epitafy Jiřího Uttenhofera z Uttenhofu (1587) a Jindřicha Uttenhofera z Uttenhofu (1594). Malý figurální epitaf na panské empoře byl zcizen, další, Štampachů a Kagerů (1770), kryje vstup do krypty. Vstup s presbytáře do sakristie sedlovým portálkem. V závěrové stěně presbytáře zachován gotický sanktuář, stěny presbytáře byly vyzdobeny cennými gotickými a renesančními malbami, nalezenými při obnově interiéru v roce 2021. Obnovené okenní výplně představují příklady zasklení oken od gotiky po baroko. 
Před kostelem na východní straně je schodiště, které bývalo ozdobeno sousoším Nejsvětější Trojice a sochou svatého Mořice z roku 1772.

## Rekonstrukce
V rámci rekonstrukce již kostel dostal novou střešní krytinu, v roce 2011 nahradila nová báň původní, která byla kvůli bezpečnosti snesena. Oprava kostela je financována z Programu záchrany architektonického dědictví Ministerstva kultury ČR a z rozpočtu Bochova. Jen do roku 2011 si vyžádala více než pět milionů korun.

## Fotogalerie

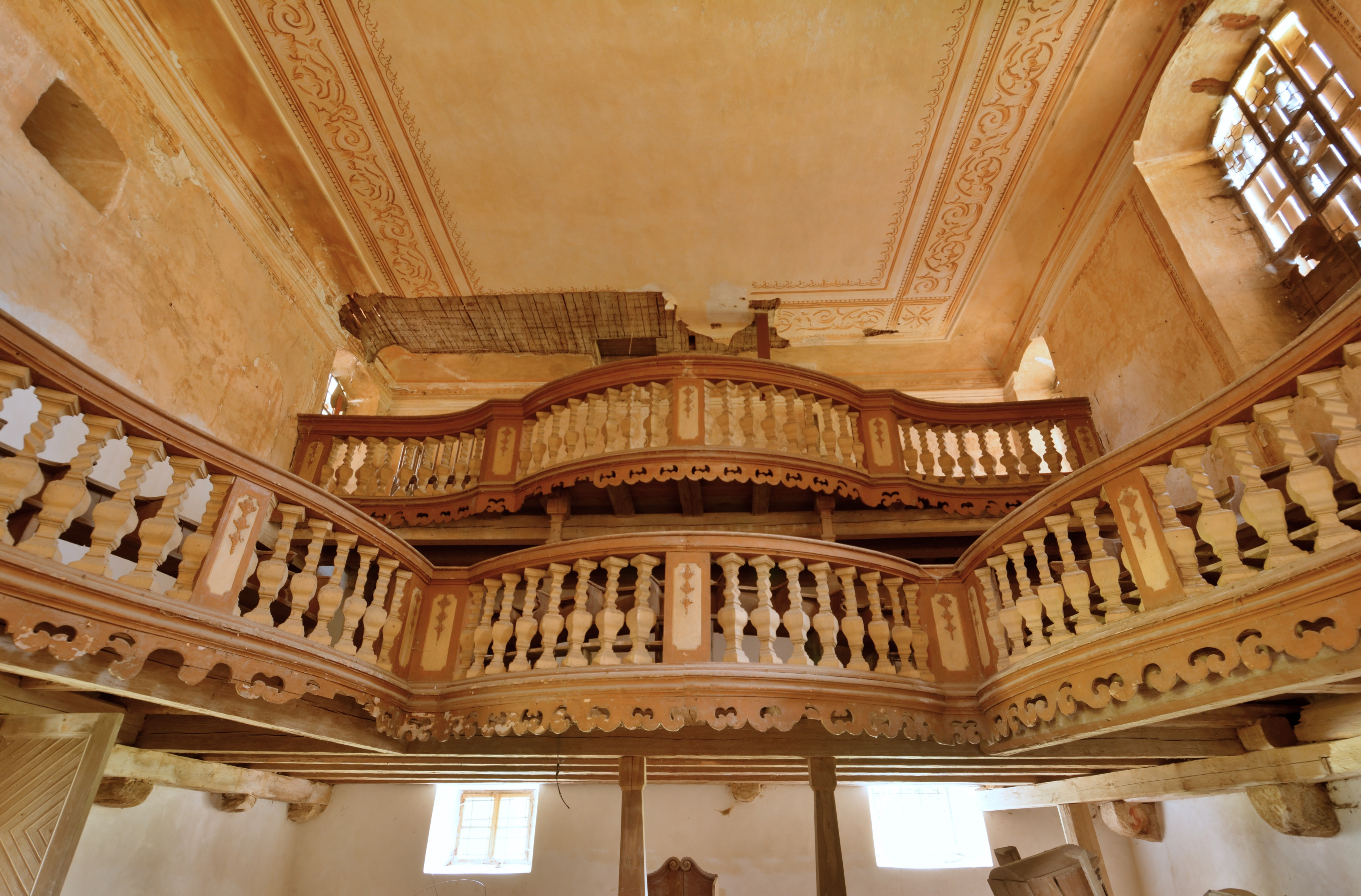
Dvoupatrová barokní kruchta
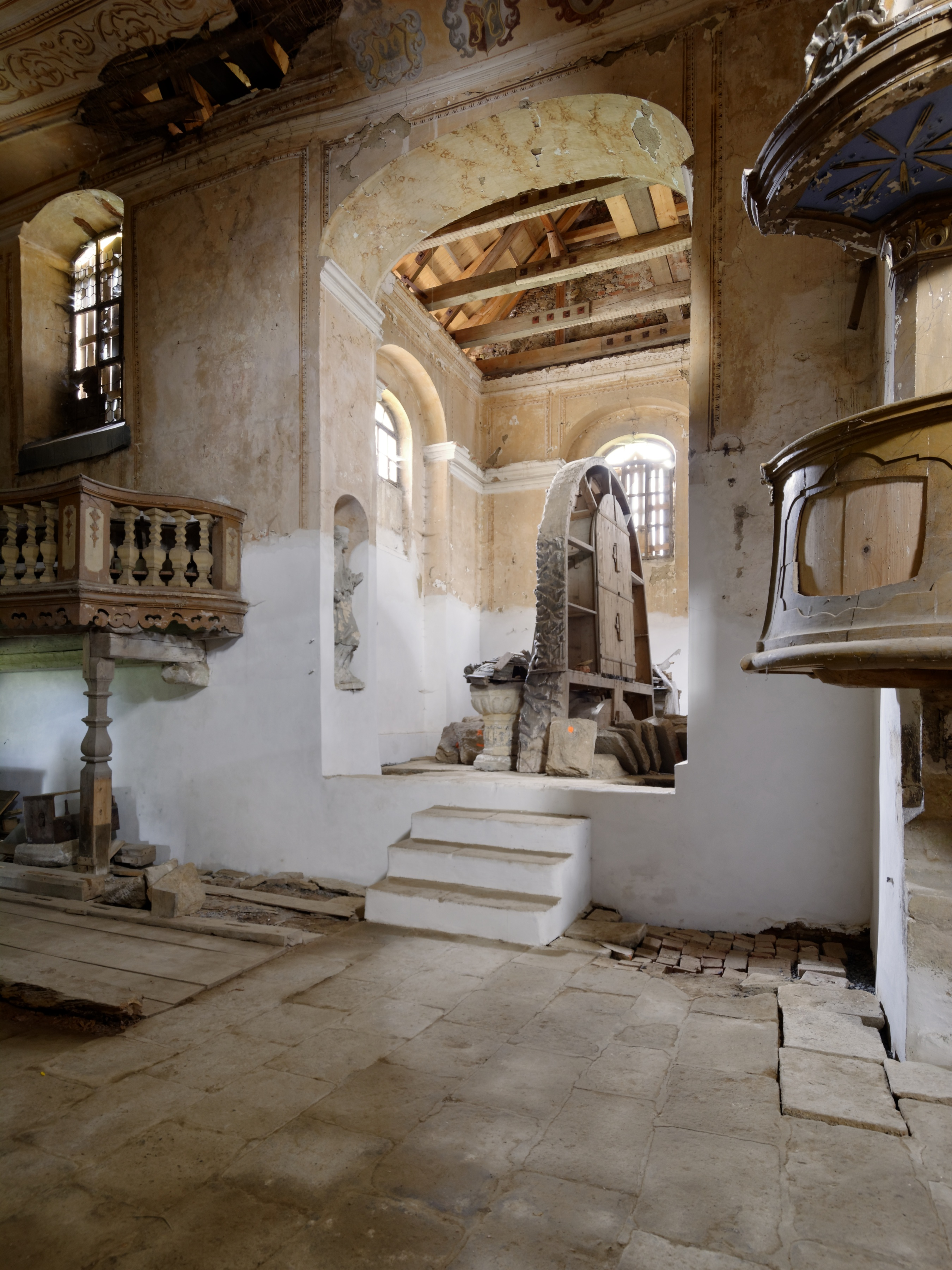
Kaple sv. Kříže
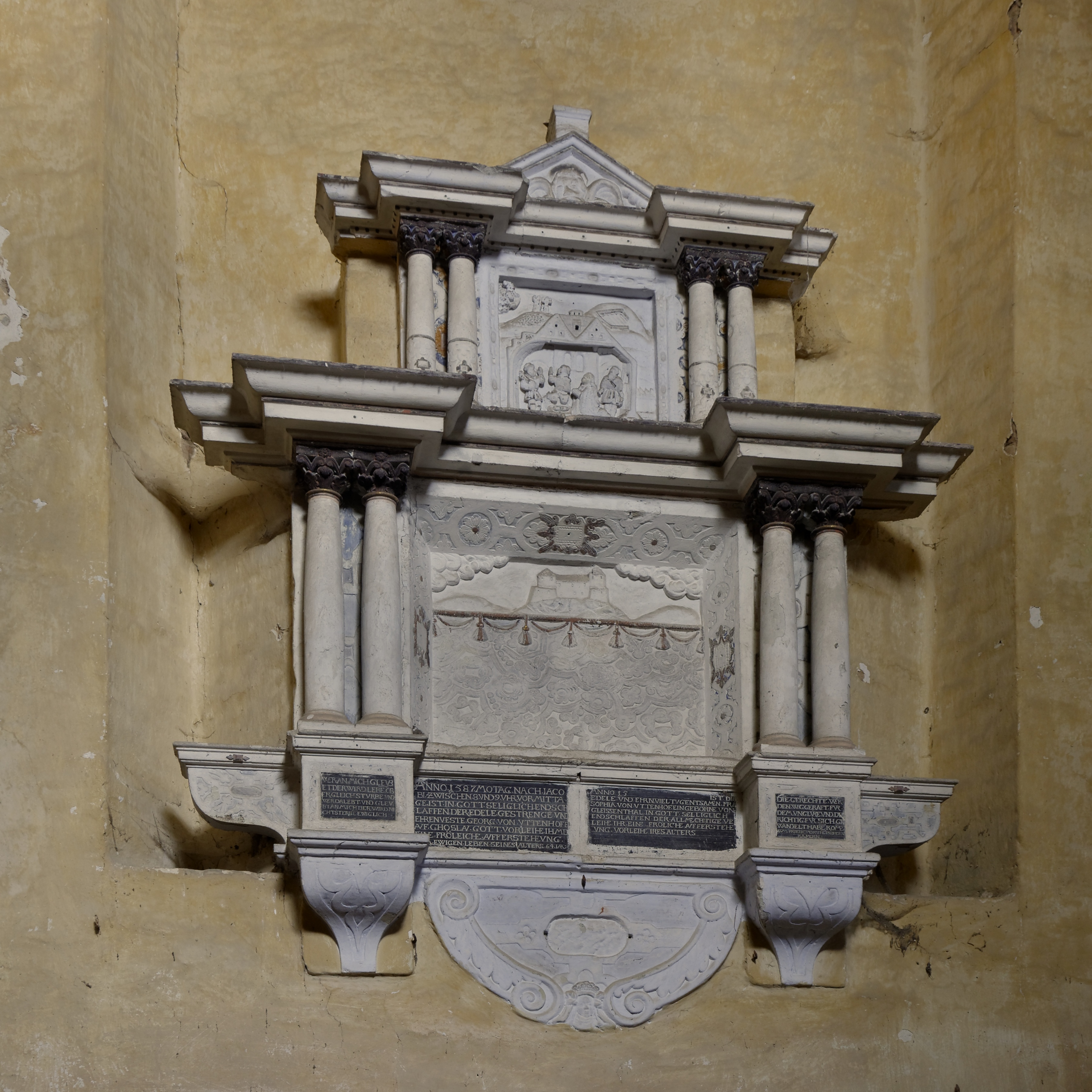
Jeden ze dvou renesančních epitafů
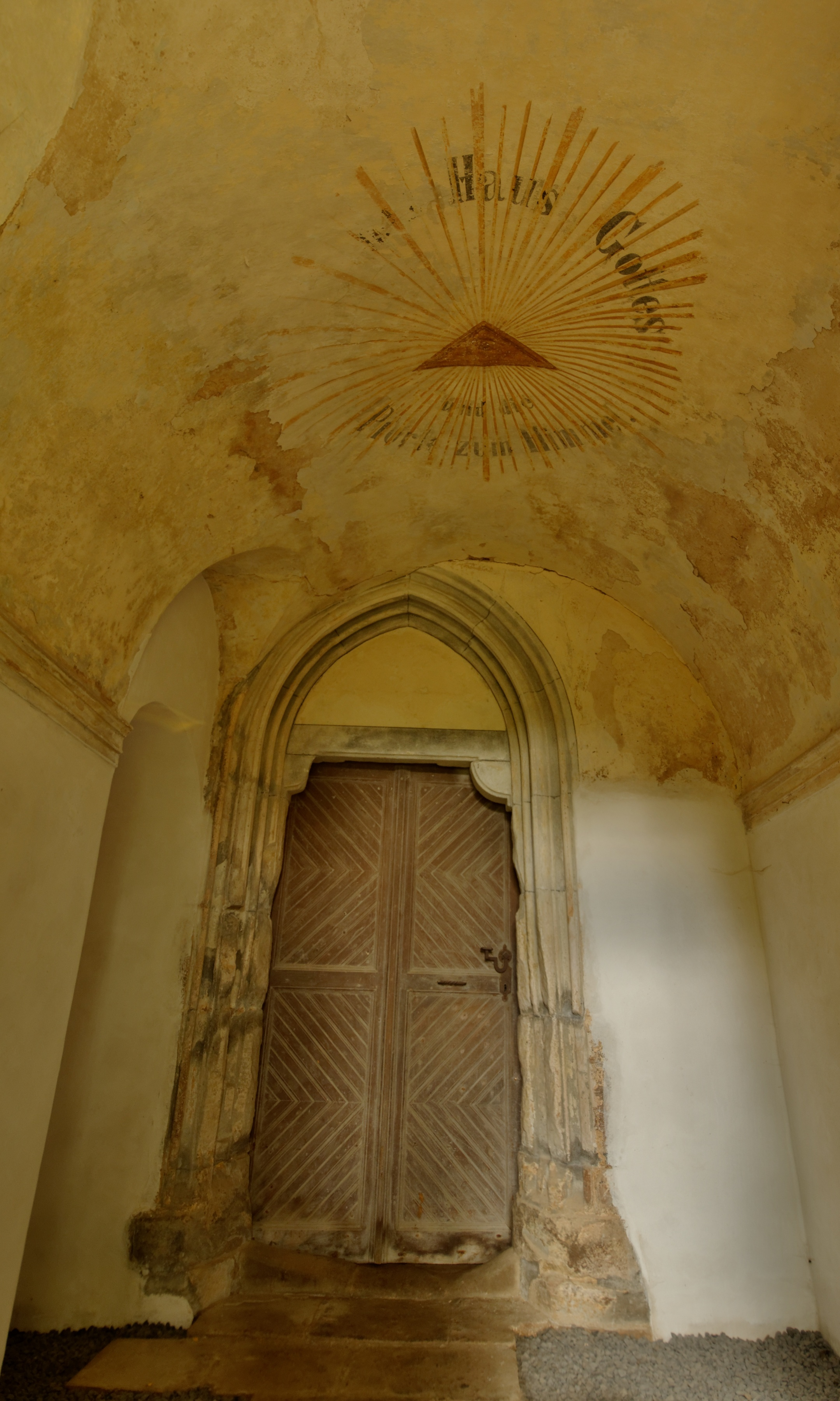
Boží oko v předsíni kostela
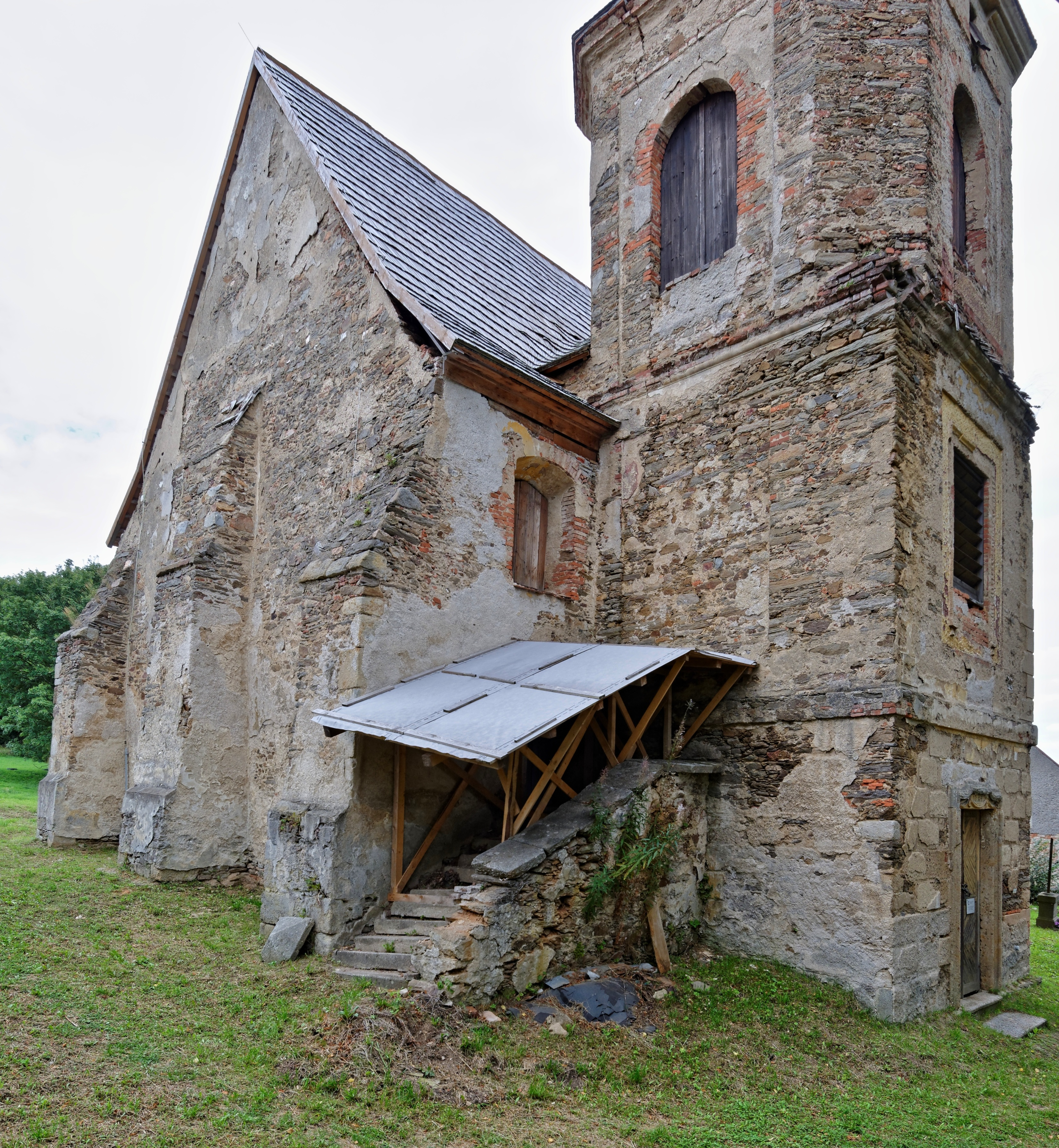
Schodiště na kruchtu
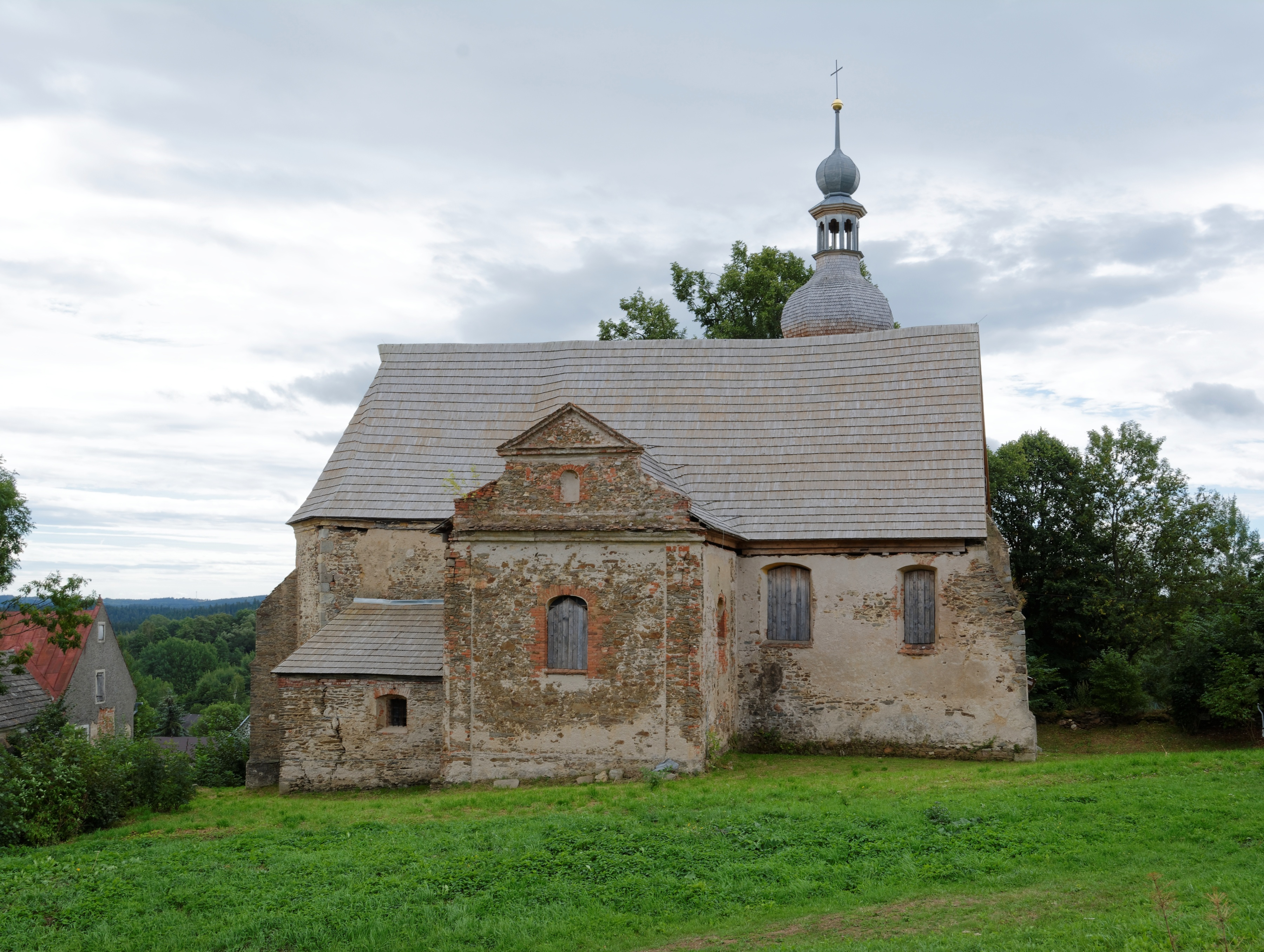
Kostel od severozápadu